# 3351 Smith
33151 Smith (1980 RN) là một tiểu hành tinh vành đai chính được phát hiện ngày 7 tháng 9 năm 1980 bởi Edward Bowell từ Đài thiên văn Lowell ở Anderson Mesa, ở tây nam Flagstaff (Arizona). 3351 được đặt theo tên của Michael J. Smith.